# Buor-Jurjach (affluente del Čondon)
Il Buor-Jurjach (in russo Буор-Юрях?) è un fiume della Siberia Orientale, affluente di sinistra del Čondon. Scorre nell'Ust'-Janskij ulus della Sacha (Jacuzia), in Russia. 
La sorgente del fiume si trova nella parte nord-est dei monti Kjundjuljun (Кюндюлюн), ai piedi del monte Krest (534 m) ad un'altitudine di oltre 198 m sul livello del mare. Scorre mediamente in direzione orientale e confluisce nel Čondon a 354 km dalla foce. La lunghezza del fiume è di 170 km, l'area del suo bacino è di 1 040 km².